# ورزشگاه تختی اهواز
ورزشگاه تختی اهواز، ورزشگاه چند منظوره در شهر اهواز از استان خوزستان می‌باشد. در این ورزشگاه،بازی های تیم استقلال اهواز برگزار می‌شود.

## تاریخچه

### گنجایش
گنجایش رسمی این ورزشگاه تا سال ۱۳۸۴ که در آن بازیسازی صورت گرفت، مشخص نبود. اما گنجایش آن حدود ۳۰٬۰۰۰ نفر برآورد شده بود. پس از بازسازی در سال ۱۳۸۴ به دلیل نصب صندلی‌ها، ظرفیت ورزشگاه به ۱۸٫۰۰۰ نفر رسید. در سال‌های اخیر، و تکمیل ورزشگاه و صندلی‌های آن، گنجایش ورزشگاه به ۱۵٫۰۰۰ نفر کاهش یافت.

### بازسازی
به دلیل ارتفاع کم این ورزشگاه از سطح دریا (۱/۵ متر) مشکلاتی برای انجام بازی در زمین چمن مجموعه ایجاد می‌شد؛ بنابراین مسئولان در سال ۱۳۸۴ تصمیم به بازسازی این مجموعه پیر گرفتند و این ورزشگاه در سال ۱۳۸۵ آماده میزبانی از مسابقات شد.